# 벤진

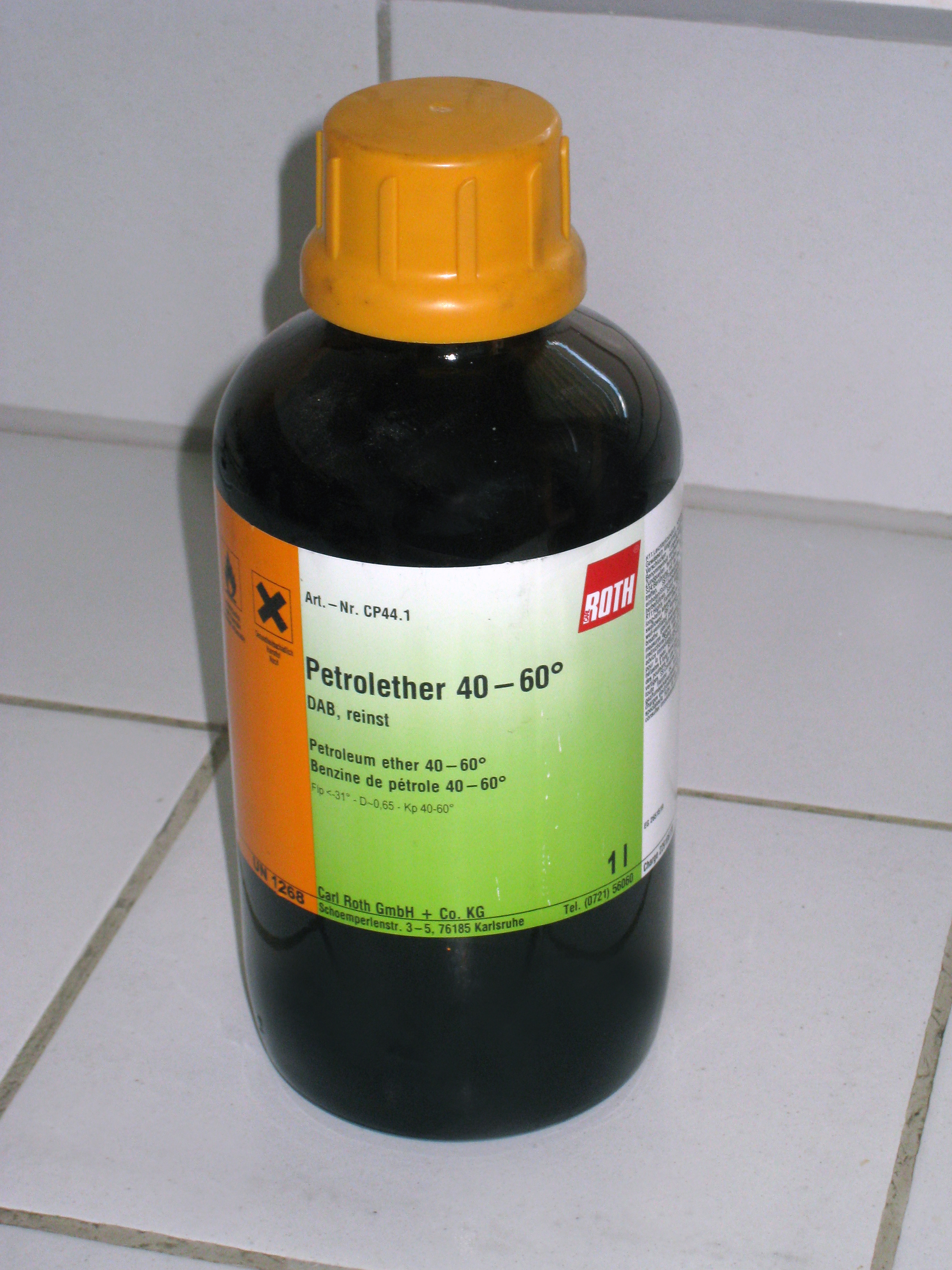

벤진(benzine) 또는 석유 에테르(Petroleum ether)는 에테르도 벤젠도 아니다. 석유에서 증류되는 물질 중 하나로, 무색 무취에 인화성이 강하다. 유기물질들의 용매로 쓰이며, 엽록소의 크로마토그래피에 쓰인다.